# Spisak karaktera serije Urgentni centar (američka TV serija)
Urgentni centar (engl. ER – Emergency Room) američka je televizijska serija medicinske tematike čiji je scenarista bio Majkl Krajton, američki pisac, a u Sjedinjenim Državama je emitovana na Televiziji NBC od septembra 1994. do aprila 2009. godine. Serija obiluje velikim brojem glavnih uloge koje su se dramatično menjale tokom emitovanja.

## Pregled
| Lik             | Glumac             | Sezone   | Sezone | Sezone   | Sezone   | Sezone   | Sezone | Sezone | Sezone   | Sezone | Sezone   | Sezone   | Sezone   | Sezone | Sezone   | Sezone   |
| Lik             | Glumac             | 1        | 2      | 3        | 4        | 5        | 6      | 7      | 8        | 9      | 10       | 11       | 12       | 13     | 14       | 15       |
| --------------- | ------------------ | -------- | ------ | -------- | -------- | -------- | ------ | ------ | -------- | ------ | -------- | -------- | -------- | ------ | -------- | -------- |
| Mark Grin       | Entoni Edvards     | Glavni   | Glavni | Glavni   | Glavni   | Glavni   | Glavni | Glavni | Glavni   |        |          |          |          |        |          | Gost     |
| Daglas Ros      | Džordž Kluni       | Glavni   | Glavni | Glavni   | Glavni   | Glavni   | Gost   |        |          |        |          |          |          |        |          | Gost     |
| Suzan Luis      | Šeri Stringfild    | Glavni   | Glavni | Glavni   |          |          |        |        | Glavni   | Glavni | Glavni   | Glavni   | Glavni   |        |          | Gost     |
| Džon Karter     | Noa Vajl           | Glavni   | Glavni | Glavni   | Glavni   | Glavni   | Glavni | Glavni | Glavni   | Glavni | Glavni   | Glavni   | Epizodni |        |          | Epizodni |
| Kerol Hatavej   | Džulijana Margulis | Glavni   | Glavni | Glavni   | Glavni   | Glavni   | Glavni |        |          |        |          |          |          |        |          | Gost     |
| Piter Benton    | Erik La Sejl       | Glavni   | Glavni | Glavni   | Glavni   | Glavni   | Glavni | Glavni | Glavni   |        |          |          |          |        |          | Gost     |
| Džini Bule      | Glorija Ruben      | Gost     | Glavni | Glavni   | Glavni   | Glavni   | Glavni |        |          |        |          |          |          |        | Gost     |          |
| Keri Viver      | Lora Ins           |          | Gost   | Glavni   | Glavni   | Glavni   | Glavni | Glavni | Glavni   | Glavni | Glavni   | Glavni   | Glavni   | Glavni |          | Gost     |
| Ana Del Amiko   | Marija Belo        |          |        | Epizodni | Glavni   |          |        |        |          |        |          |          |          |        |          |          |
| Elizabet Kordej | Aleks Kingston     |          |        |          | Glavni   | Glavni   | Glavni | Glavni | Glavni   | Glavni | Glavni   | Glavni   |          |        |          | Gost     |
| Lusi Najt       | Keli Martin        |          |        |          |          | Glavni   | Glavni |        |          |        |          |          |          |        |          |          |
| Robert Romano   | Pol Mekrejn        |          |        |          | Epizodni | Epizodni | Glavni | Glavni | Glavni   | Glavni | Glavni   |          |          |        |          | Gost     |
| Luka Kovač      | Goran Višnjić      |          |        |          |          |          | Glavni | Glavni | Glavni   | Glavni | Glavni   | Glavni   | Glavni   | Glavni | Glavni   | Gost     |
| Kleo Finč       | Majkl Mišel        |          |        |          |          |          | Glavni | Glavni | Glavni   |        |          |          |          |        |          |          |
| Dejv Maluči     | Erik Paladino      |          |        |          |          |          | Glavni | Glavni | Glavni   |        |          |          |          |        |          |          |
| Džing-Mej Čen   | Ming-Na            | Epizodni |        |          |          |          | Glavni | Glavni | Glavni   | Glavni | Glavni   | Glavni   |          |        |          |          |
| Ebigejl Lokhart | Mora Tirni         |          |        |          |          |          | Glavni | Glavni | Glavni   | Glavni | Glavni   | Glavni   | Glavni   | Glavni | Glavni   | Glavni   |
| Majkl Galant    | Šarif Atkins       |          |        |          |          |          |        |        | Glavni   | Glavni | Glavni   | Gost     | Epizodni |        |          |          |
| Gregori Prat    | Meki Fajfer        |          |        |          |          |          |        |        | Epizodni | Glavni | Glavni   | Glavni   | Glavni   | Glavni | Glavni   | Glavni   |
| Nila Razgotra   | Parminder Nagra    |          |        |          |          |          |        |        |          |        | Glavni   | Glavni   | Glavni   | Glavni | Glavni   | Glavni   |
| Samanta Tagart  | Linda Kardelini    |          |        |          |          |          |        |        |          |        | Glavni   | Glavni   | Glavni   | Glavni | Glavni   | Glavni   |
| Rej Barnet      | Šejn Vest          |          |        |          |          |          |        |        |          |        |          | Glavni   | Glavni   | Glavni |          | Gost     |
| Arčibald Moris  | Skot Grajms        |          |        |          |          |          |        |        |          |        | Epizodni | Epizodni | Glavni   | Glavni | Glavni   | Glavni   |
| Entoni Gejts    | Džon Stamos        |          |        |          |          |          |        |        |          |        |          |          | Gost     | Glavni | Glavni   | Glavni   |
| Sajmon Brener   | Dejvid Lajons      |          |        |          |          |          |        |        |          |        |          |          |          |        | Epizodni | Glavni   |
| Ketrin Benfild  | Anđela Beset       |          |        |          |          |          |        |        |          |        |          |          |          |        |          | Glavni   |

## Uloge

### Glavne

#### Mark Grin
Dr. Mark Grin (tumačio ga Entoni Edvards) je lekar Opšte bolnice u Čikagu i njenog Urgentnog centra. On je umro od tumora na mozgu u epizodi "Na plaži".

#### Daglas Ros
Dr. Daglas "Dag" Ros (tumačio ga Džordž Kluni) je lekar pedijatar Opšte bolnice u Čikagu i njenog Urgentnog centra. Dag daje otkaz i seli se u Sijetl u epizodi "Oluja (2. deo)".

#### Suzan Luis
Dr. Suzan Luis (tumačila je Šeri Stringfild) je lekarka Opšte bolnice u Čikagu i njenog Urgentnog centra. Suzan se seli u Feniks u epizodi "Stanica jedinstva". U epizodi "Nikad ne reci nika" se vraća u Urgentni centar i ponovo ga napušta u epizodi "Kanjongrad", ovog puta za stalno, jer je prihvatila stalno mesto u bolnici u Ajovi.

#### Džon Karter
Dr. Džon Karter (tumačio ga je Noa Vajl) je lekar Opšte bolnice u Čikagu i njenog Urgentnog centra. Na kraju jedanaeste sezone, u epizodi "Predstava mora da se nastavi", otišao je iz bolnice kako bi živeo sa svojom suprugom Makembom u Kongu.

#### Kerol Hatavej
Kerol Hatavej (tumačila ju je Džulijana Margulis) je bolničarka Opšte bolnice u Čikagu i njenog Urgentnog centra. U predposlednjoj epizodi šeste sezone "Tako slatka tuga" se preselila u Sijetl kod Daga.

#### Piter Benton
Dr. Piter Benton (tumačio ga je Erik La Sejl) je hirurg Opšte bolnice u Čikagu i njenog Urgentnog centra. Tokom osme sezone, u epizodi "Biću kući za Božić", prešao je u drugu bolnicu zbog boljeg radnog vremena što jer mu je odgovaralo zbog sina.

#### Džini Bule
Džini Bule (tumačila ju je Glorija Ruben) je lekarska pomoćnica Opšte bolnice u Čikagu i njenog Urgentnog centra. Tokom šeste sezone, u epizodi "Mir divljih stvari", otišla je iz bolnice kako bi provodila više vremena sa usvojenim sinom i drugim suprugom.

#### Keri Viver
Keri Viver (tumačila ju je Lora Ins) je lekarka Opšte bolnice u Čikagu i njenog Urgentnog centra. Tokom trinaeste sezone, u epizodi "Podeljena kuća", otišla je iz bolnice jer je prihvatila ponudu za posao jedne televizije iz Majamija.

#### Ana Del Amiko
Ana Del Amiko (tumačila ju je Marija Belo) je pedijatarka Opšte bolnice u Čikagu i njenog Urgentnog centra. Tokom pete sezone je pomenuto da se odselila u Filadelfiju jer joj tamo žive dečko i porodica.

#### Elizabet Kordej
Elizabet Kordej (tumačila ju je Aleks Kingston) je hirurškinja Opšte bolnice u Čikagu i njenog Urgentnog centra. Tokom jedanaeste sezone, u epizodi "Strah", dala je otkaz u bolnici i vratila se u Veliku Britaniju.

#### Lusi Najt
Lusi Najt (tumačila ju je Keli Martin) je studentkinja medicine. Tokom šeste sezone, u epizodi "Sve u porodici", podlegla je povredama koje joj je nožem naneo bolesnik koji pati od šizofrenije.

#### Robert Romano
Robert Romano (tumačio ga je Pol Mekrejn) je hirurg. Tokom desete sezone, u epizodi "Slobodan pad", poginuo je kada se bolnički helikopter srušio na njega.

#### Luka Kovač
Luka Kovač (tumačio ga je Goran Višnjić) je lekar Opšte bolnice u Čikagu i njenog Urgentnog centra. Na kraju četrnaeste sezone (u epizodi "Čikaški način"), Luka je pitao Ebi da se odsele iz Čikaga i ona je pristala.

#### Kleo Finč
Kleo Finč (tumačila ju je Majkl Mišel) je pedijatarka Opšte bolnice u Čikagu i njenog Urgentnog centra. Tokom osme sezone (u epizodi "Biću kući za Božić"), Kleo je napustila Opštu bolnicu i prešla u drugu bolnicu.

#### Dejv Maluči
Dejv Maluči (tumačio ga je Erik Paladino) je lekar Opšte bolnice u Čikagu i njenog Urgentnog centra. Tokom osme sezone (u epizodi "Krv, šećer, seks, čarolija"), Maluči je dobio otkaz.

#### Džing-Mej Čen
Džing-Mej Čen (tumačila ju je Ming-Na) je lekarka Opšte bolnice u Čikagu i njenog Urgentnog centra. Tokom jedanaeste sezone (u epizodi "Beše noć"), Džing-Mej je skratila bolesnom ocu muke i sa njegovim telom se vratila u Kinu.

#### Ebigejl Lokhart
Ebigejl Lokhart (tumačila ju je Mora Tirni) je bolničarka (kasnije i lekarka) Opšte bolnice u Čikagu i njenog Urgentnog centra. Tokom petnaeste sezone (u epizodi "Knjiga o Ebi"), Ebi se odselila u Boston sa Lukom i njihovim sinom Džoom.

#### Majkl Galant
Majkl Galant (tumačio ga je Šarif Atkins) je student (kasnije i lekar) Opšte bolnice u Čikagu i njenog Urgentnog centra. Tokom desete sezone (u epizodi "Gde ima dima"), Majkl je otišao u rat u Irak.

#### Gregori Prat
Gregori Prat (tumačio ga je Meki Fajfer) je student (kasnije i lekar) Opšte bolnice u Čikagu i njenog Urgentnog centra. Na početku petnaeste sezone (u epizodi "Život posle smrti (2. deo)"), Prat je umro od pucanja karotidnog krvnog suda kao posledice praska kola hitne pomoći.

#### Nila Razgotra
Nila Rasgotra (tumačila ju je Parminder Nagra) je studentkinja (kasnije i lekarka) Opšte bolnice u Čikagu i njenog Urgentnog centra. Pred kraj petnaeste sezone (u epizodi "Promena ravnoteže"), Nila je otišla u Baton Ruž u Luizijani gde je nastavila karijeru i počela da živi sa Rejem.

#### Samanta Tagart
Samanta Tagart (tumačila ju je Linda Kardelini) je bolničarka Opšte bolnice u Čikagu i njenog Urgentnog centra.

#### Rej Barnet
Rej Barnet (tumačio ga je Šejn Vest) je lekar Opšte bolnice u Čikagu i njenog Urgentnog centra. Pred kraj 13. sezone (u epizodi "Neću")

#### Arčibald Moris
Arčibald Moris (tumačio ga je Skot Grajms) je lekar Opšte bolnice u Čikagu i njenog Urgentnog centra.

#### Entoni Gejts
Entoni Gejts (tumačio ga je Džon Stamos) je lekar Opšte bolnice u Čikagu i njenog Urgentnog centra.

#### Sajmon Brener
Sajmon Brener (tumačio ga je Dejvid Lajons) je lekar Opšte bolnice u Čikagu i njenog Urgentnog centra.

#### Ketrin Benfild
Ketrin Benfild (tumačila ju je Anđela Beset) je lekarka Opšte bolnice u Čikagu i njenog Urgentnog centra.